# Liste des titres de marquis de la noblesse française
La liste des titres de marquis de la noblesse française recense les titres de marquis héréditaires authentiques et réguliers créés ou reconnus en France, et transmis jusqu’à nos jours de façon régulière en ligne naturelle et légitime et par ordre de primogéniture à partir du premier bénéficiaire.

## Histoire
Figurent dans cette liste les familles françaises subsistantes portant un titre de marquis authentique et régulier créé ou reconnu en France; ne figurent pas les familles portant des titres dits « de courtoisie » qui n'ont aucune valeur légale. Les titres authentiques et réguliers portés actuellement en France, peuvent se classer dans les quatre catégories suivantes :
- Titres de descendants de mâle en mâle, qui avant 1789 possédaient un marquisat par lettres patentes; ces titres sont réguliers et inattaquables.
- Titres obtenu par la collation du titre par lettres patentes sans érection de terre.
- Titre existant, en vertu de lettres patentes autorisant formellement ce mode de transmission.
- Titres étrangers dont le port a été autorisé par lettres patentes ou par un décret.

### Titres subsistants
| Titre                                  | Lettres patentes                                      | Historique | Famille                | Blason |
| -------------------------------------- | ----------------------------------------------------- | --- | ---------------------- | ------ |
| - Marquis d'Agrain                     | Création: octobre 1826 Monarque : Charles X           | Originaire du Velay. Hugues Pradier (1599-1679), conseiller en la sénéchaussée du Puy et veuf en 1643, abbé et chanoine de Notre Dame du Puy, anobli par L.P. en décembre 1652 avec exemption de l’édit d’août 1664 par arrêt du conseil du 8 mars 1669. Maintenue noble par de Bezons, intendant du Languedoc, le 8 mars 1671. Rôle du Joyeux avènement en 1757. Marquis d’Agrain par L.P. du 26 octobre 1826 sur institution de majorat. | de Pradier d'Agrain    |        |
| - Marquis d'Aigremont                  | Création: Février 1773 Monarque : Louis XV            | Originaire de Flandre, elle est issue d'une famille marchande d'Anvers venue s'établir à Lille au début du XVIIe siècle. Nicolas Jacops, fut anobli par lettres de Philippe IV Roi d'Espagne en 1652. Henri-Louis Jacops (1741-1795) est fait Marquis d'Aigremont par patentes de février 1773, il épousa en 1764 Marie-Louise de Gand. | Jacops                 |        |
| - Marquis d'Aix                        | Création: Mars 1575 Monarque : Emmanuel               | Originaire de Savoie, son ancienneté prouvée remonte au Xe siècle. La branche aînée des Seyssel, seigneurs d'Aix, disparait en 1509, leurs titres et possessions passent à la branche des Seyssel La Chambre. Le marquisat d'Aix passe à la branche puînée détentrice du marquisat de la Serraz (1687). | Seyssel (de)           |        |
| - Marquis d'Alauzier                   | Création: Mai 1741 Monarque : Benoît XIV              | Originaire du Dauphiné, elle établit sa filiation depuis 1250, elle était représentée au début du XVe siècle par François de Ripert, qui testa en 1443 et laissa 2 fils. L'aîné, Guillaume, fut auteur d'une branche qui dérogea, obtint des lettres de Réhabilitation en 1616 et fut confirmé dans la noblesse en 1646. | Rippert (de)           |        |
| - Marquis d'Albertas,                  | Création: Janvier 1690 Monarque : Louis XIV           | Originaire de Provence, elle remonte au XIVe siècle en la personne de Jean Albertas. Sa descendance, puissamment riche, ne tarda pas à acquérir une renommée considérable dans la région. Elle fut maintenue dans la noblesse en 1668 et 1669. En 1705, sa seigneurie de Bouc fut érigée en marquisat. | Albertas (d')          |        |
| - Marquis d'Andelarre                  | Création: Février 1760 Monarque : Louis XV            | Originaire de Franche-Comté, la famille est anoblie en 1588 en la personne de Claude de Jaquot, président du parlement de Franche-Comté. Elle emprunte le nom d'Andelarre, nom d'une terre qu'elle possède près de Vesoul. Elle a donnée des conseillers au parlement de Dôle. | Jacquot                |        |
| - Marquis d'Angerville                 | Création: août 1864 Monarque: Napoléon III            | Originaire de Normandie, elle remonte à Robert d'Angerville d'Auvrecher, seigneur de Granville en 1396. Elle figure dans un acte du XIVe siècle avec la qualification de maréchal héréditaire de Normandie. Elle prit la qualification de marquis d'Angerville en 1742 et ce titre fut confirmé par décret en 1864. | Angerville (d')        |        |
| - Marquis d'Argenson                   | Création : Janvier 1700 Monarque : Louis XIV          | Originaire de Touraine, elle est anoblie en 1375. Sa filiation remonte à Philippon Voyer, seigneur de Paulmy, marié à Jeanne de Verneuil. Elle posséda ensuite la terre d'Argenson, située près de Sainte-Maure-de-Touraine et qui fut érigée en marquisat en 1700 par le roi Louis XIV. | Voyer (de)             |        |
| - Marquis d'Argentré                   | Création : Avril 1819 Monarque : Louis XVIII          | Originaire de Bretagne, elle a été maintenue noble en 1668. Elle remonte sa filiation suivie jusqu'en 1425, année où vivaient Bertrand du Plessis, seigneur d'Argentré, et Jean, son frère, à Argentré-du-Plessis. Elle fut maintenue noble en Bretagne en 1668. Elle fut créée marquis par patentes en novembre 1819. | Plessis (du)           |        |
| - Marquis d'Assy                       | Création: 21 mai 1766 Monarque : Louis XV             | | Morell                 |        |
| - Marquis d'Aubignan                   | Création: Septembre 1667 Monarque : Louis XIV         | | Seguins (de)           |        |
| - Marquis d'Authume                    | Création: Mars 1751 Monarque : Louis XV               | | Authume (d')           |        |
| - Marquis d'Aux-Lally,                 | Création: Décembre 1815 Monarque : Louis XVIII        | | Aux (d')               |        |
| - Marquis de Balincourt                | Création: Juillet 1719 Monarque : Louis XV            | | Testu                  |        |
| - Marquis de Barbentane                | Création: Janvier 1784 Monarque : Louis XVI           | | Puget (de)             |        |
| - Marquis de Bartillat                 | Création: Mars 1774 Monarque:Louis XV                 | | Jehannot               |        |
| - Marquis de la Bastie d'Arvillard     | Création: Août 1739 Monarque: Louis XV                | Originaire du Dauphiné, la famille de Barral était, avant la Révolution française, une des familles les plus distinguées de la province. La famille, qui reçut des lettres patentes en 1671, se scinda en trois branches. En 1739, elle obtient des patentes pour l'érection de la seigneurie de la Bastie d'Arvillard en marquisat. | Barral (de)            |        |
| - Marquis de Bausset-Roquefort         | Création: 1736 Monarque:                              | |                        |        |
| - Marquis de Beaumont                  | Création: Août 1698 Monarque: Louis XIV               | Originaire du Dauphiné, la famille de Beaumont est admise aux Honneurs de la Cour au XVIIIe siècle. La famille est divisée en quatre branches, qui compte de nombreux représentant. Christophe de Beaumont, marquis de Beynac prit part en 1789 aux assemblées de la noblesse à Périgueux. | Beaumont (de)          |        |
| - Marquis de Beaumont-La-Ronce         | Création: Août 1757 Monarque : Louis XV               | [ C 5 ] | La Bonninière (de)     |        |
| - Marquis de Bellescize                | Création: 1710 Monarque : Louis XIV                   | | Bellescize (de)        |        |
| - Marquis de Bersaillin                | Création: Août 1748 Monarque : Louis XV               | | Froissard (de)         |        |
| - Marquis de Bièvre                    | Création: Juin 1770 Monarque : Louis XV               | |                        |        |
| - Marquis de Blain                     | Création: Monarque :                                  | |                        |        |
| - Marquis de Blangy                    | Création: Octobre 1864 Monarque : Napoléon III        | | Le Viconte             |        |
| - Marquis de Boisgelin,                | Création: Août 1817 Monarque : Louis XVIII            | | Boisgelin (de)         |        |
| - Marquis de Bouclans                  | Création: Novembre 1749 Monarque : Louis XV           | |                        |        |
| - Marquis de Boury                     | Création: Juin 1686 Monarque : Louis XIV              | |                        |        |
| - Marquis de Boynes                    | Création: 17 janvier 1867 Monarque : Napoléon III     | | Bourgeois              |        |
| - Marquis de Bozas                     | Création: Mars 1693 Monarque : Louis XIV              | |                        |        |
| - Marquis de Brézé                     | Création: Août 1685 Monarque : Louis XIV              | | Dreux (de)             |        |
| - Marquis de Brion                     | Création: Septembre 1756 Monarque : Louis XV          | |                        |        |
| - Marquis de Broissia                  | Création: Octobre 1691 Monarque : Louis XIV           | |                        |        |
| - Marquis du Cannet                    | Création: Monarque :                                  | |                        |        |
| - Marquis de Candolle                  | Création: Mars 1866 Monarque : Napoléon III           | | Candolle (de)          |        |
| - Marquis de Castellane                | Création: Mars 1754 Monarque : Louis XV               | |                        |        |
| - Marquis de Caumont                   | Création: Janvier 1609 Monarque : Louis XIII          | |                        |        |
| - Marquis de Causans                   | Création: Août 1666 Monarque : Louis XIV              | | Vincens (de)           |        |
| - Marquis de Cazaux                    | Création: Monarque :                                  | |                        |        |
| - Marquis de Chabanais                 | Création: Novembre 1827 Monarque : Louis XVIII        | | Colbert (de)           |        |
| - Marquis de Chabannes                 | Création: Janvier 1820 Monarque : Louis XVIII         | | Chabannes (de)         |        |
| - Marquis de Chaffardon                | Création: 8 décembre 1682 Monarque : Victor-Amédée II | | Oncieu (d')            |        |
| - Marquis de Chalençon                 | Création: Monarque :                                  | | Polignac (de)          |        |
| - Marquis de Châteaumorand             | Création: Monarque :                                  | | Lévis (de)             |        |
| - Marquis de Châteauneuf               | Création: Monarque :                                  | | Phélypeaux             |        |
| - Marquis de Chavagnac                 | Création: Février 1720 Monarque : Louis XV            | Originaire d'Auvergne, le famille de Chavagnac est issue de noblesse d'ancienne extraction. Le jugement de maintenue de la noblesse rendu en 1667 pour la branche aînée, fait remonter la filiation à Pierre de Chavagnac qui fut chevalier en 1291. La famille se scinda en deux branches. | Chavagnac (de)         |        |
| - Marquis de Chérisey                  | Création: Monarque :                                  | | Chérisey (de)          |        |
| - Marquis de Clermont-Tonnerre         | Création: Monarque :                                  | | Clermont-Tonnerre (de) |        |
| - Marquis de Commarque                 | Création: Janvier 1782 Monarque: Louis XVI            | Originaire du Périgord, ses représentants furent maintenus dans la noblesse en 1667. Un de ses membres, Raymond-Joseph de Comarque, fut admis en 1785 dans l'ordre de Saint-Jean de Jérusalem. Le marquis Guillaume de Commarque prit part en 1789 aux assemblées de la noblesse du Périgord. | Commarque (de)         |        |
| - Marquis de Cons-la-Grandville        | Création: Monarque :                                  | | Lambertye (de)         |        |
| - Marquis de Coppola                   | Création: Monarque :                                  | | Gaudemaris (de)        |        |
| - Marquis de Coucy                     | Création: Monarque :                                  | |                        |        |
| - Marquis de Courcy-aux-Loges          | Création: Monarque :                                  | | Roussel                |        |
| - Marquis de Courtivron                | Création: Monarque :                                  | | Créqui-Montfort (de)   |        |
| - Marquis de Coux                      | création: Août 1868 Monarque: Napoléon III            | | Coux (de)              |        |
| - Marquis de Croix                     | Création: Monarque :                                  | |                        |        |
| - Marquis de Cugnac                    | Création: 9 février 1861 Monarque : Napoléon III      | | Cugnac (de)            |        |
| - Marquis de Curton                    | Création: Décembre 1563 Monarque : Charles IX         | Originaire du Limousin, sa filiation prouvée débute au milieu du XIVe siècle. De noblesse d'extraction, elle jouit de l'appellation de «Cousin du Roi», des membres ont été reçus aux honneurs de la Cour, le chef de famille porte depuis 1563 le titre de marquis de Curton. | Chabannes (de)         |        |
| - Marquis de Demandolx-Dedons          | Création: 5 mars 1852 Monarque : Napoléon III         | | Demandolx (de)         |        |
| - Marquis d'Espaigne de Venevelles     | Création: 1861 Monarque : Louis XIII                  | | Espaigne (d')          |        |
| - Marquis d'Evry                       | Création: Février 1724 Monarque : Louis XV            | | Brunet                 |        |
| - Marquis de Folin                     | Création: Avril 1717 Monarque : Louis XV              | | Folin (de)             |        |
| - Marquis de Forton                    | Création: 8 mars 1817 Monarque : Louis XVIII          | | Forton (de)            |        |
| - Marquis de Frontenay                 | Création: Août 1743 Monarque : Louis XV               | | Montrichard (de)       |        |
| - Marquis de Gouvion Saint-Cyr         | Création: 12 septembre 1817 Monarque : Louis XVIII    | | Gouvion (de)           |        |
| - Marquis de Grenédan                  | Création: 1747 Monarque : Louis XV                    | | Plessis (du)           |        |
| - Marquis d'Harcourt                   | Création: 1740 Monarque : Louis XV                    | | Harcourt (d')          |        |
| - Marquis d'Havrincourt                | Création: Mars 1693 Monarque : Louis XIV              | | Cardevac (de)          |        |
| - Marquis de La Bâtie                  | Création: 25 mars 1699 Monarque : Victor-Amédée II    | | Oncieu (d')            |        |
| - Marquis de La Bretesche              | Création: 1657 Monarque : Louis XIV                   | | Jousseaume             |        |
| - Marquis de La Charce                 | Création: Mai 1619 Monarque : Louis XIII              | | La Tour (de)           |        |
| - Marquis de La Fare                   | Création: mars 1768 Monarque : Louis XV               | | Ruffo                  |        |
| - Marquis de La Ferté-Beauharnais      | Création: Juillet 1756 Monarque : Louis XV            | | Beauharnais (de)       |        |
| - Marquis de Foresta                   | Création: 28 mai 1821 Monarque : Louis XVIII          | | Foresta (de)           |        |
| - Marquis de La Bourdonnaye            | Création: Monarque :                                  | | La Bourdonnaye (de)    |        |
| - Marquis de La Guiche                 | Création: Décembre 1815 Monarque : Louis XVIII        | | La Guiche (de)         |        |
| - Marquis de La Palice                 | Création: Février 1724 Monarque : Louis XV            | Originaire du Limousin, sa filiation prouvée débute au milieu du XIVe siècle. De noblesse d'extraction, elle jouit de l'appellation de «Cousin du Roi», des membres ont été reçus aux honneurs de la Cour, le chef de famille porte depuis 1724 le titre de marquis de La Palice. | Chabannes (de)         |        |
| - Marquis de La Tourette               | Création: septembre 1781 Monarque : Louis XVI         | | La Rivoire (de)        |        |
| - Marquis de Las-Cases                 | Création: Décembre 1782 Monarque : Louis XVI          | | Las Cases (de)         |        |
| - Marquis de Lauriston                 | Création: Juin 1817 Monarque : Louis XVIII            | | Law                    |        |
| - Marquis du Luart                     | Création: 19 mars 1726 Monarque : Louis XV            | | Le Gras                |        |
| - Marquis de Maleville                 | Création: Août 1817 Monarque : Louis XVIII            | Originaire du Périgord, elle a été maintenue dans la noblesse en 1666. Jacques de Maleville est fait pair de France en 1815 avec le titre de comte de Maleville, le 31 août 1817 il est élevé au titre de marquis de Maleville avec l'institution d'un majorat de pairie avec règlement d'armoiries. | Maleville (de)         |        |
| - Marquis de Mathan                    | Création: Février 1736 Monarque : Louis XV            | [ D 5 ] | Mathan (de)            |        |
| - Marquis de Maupas                    | Création: Mars 1725 Monarque: Louis XV                | | Agard                  |        |
| - Marquis de Miramon                   | Création: mai 1768 Monarque : Louis XV                | | Cassagnes (de)         |        |
| - Marquis de Miremont                  | Création: 12 juillet 1763 Monarque : Louis XV         | | Rességuier (de)        |        |
| - Marquis de Molinghem                 | Création: Janvier 1645 Monarque : Louis XIII          | | Bryas (de)             |        |
| - Marquis de Mondricourt               | Création: Mars 1735 Monarque : Louis XV               | | Beauffort (de)         |        |
| - Marquis de Montferrat                | Création: Avril 1750 Monarque: Louis XV               | Originaire du Dauphiné, la famille de Barral était, avant la Révolution française, une des familles les plus distinguées de la province. La famille, qui reçut des lettres patentes en 1671, se scinda en trois branches. Charles de Barral, conseiller au parlement de Grenoble, est créé «marquis de Montferrat». | Barral (de)            |        |
| - Marquis de Montfrin                  | Création: Mars 1652 Monarque : Louis XIV              | | Monteynard (de)        |        |
| - Marquis de Mortemart                 | Création: Février 1772 Monarque : Louis XV            | | Rochechouart (de)      |        |
| - Marquis de Moustier                  | Création: Février 1741 Monarque: Louis XV             | Originaire de Franche-Comté, d'ancienne extraction sur preuves de 1496, elle tire son nom du bourg de Moustier dans le Doubs. En 1741, Philippe-Xavier de Moustier, Maréchal des camps et armées du roi, gentilhomme de la chambre du roi Stanislas de Pologne, est élevé au rang de marquis. | Moustier (de)          |        |
| - Marquis de Nadaillac                 | Confirmation: 1860 Monarque : Napoléon III            | | Pouget (du)            |        |
| - Marquis de Nazelle                   | Création: Août 1753 Monarque : Louis XV               | [ C 11 ] | Cauzé (de)             |        |
| - Marquis de Nesle                     | Création : janvier 1545 Monarque : François Ier       | | Mailly (de)            |        |
| - Marquis de Nicolaÿ                   | Création: Août 1817 Monarque : Louis XVIII            | Originaire du Vivarais, Jean Ier Nicolaÿ, bailli de Bourg-Saint-Andéol est l'auteur de la branche de Goussainville, subsistante, tandis que Raymond Nicolaÿ est l'auteur de la branche de Sabran, éteinte en 1940. En 1815 Louis XVIII éleva la famille à la pairie héréditaire en la personne de Théodore de Nicolaÿ. | Nicolaÿ (de)           |        |
| - Marquis d'Œufs                       | Création: mai 1766 Monarque: Louis XV                 | | Bertoult (de)          |        |
| - Marquis d'Oilliamson                 | Création: 15 mai 1739 Monarque : Louis XV             | | Oilliamson (d')        |        |
| - Marquis d'Ormesson                   | Création: Mai 1758 Monarque : Louis XV                | | Lefèvre                |        |
| - Marquis d'Ornacieux                  | Création: Novembre 1678 Monarque : Louis XIV          | | Croix (de la)          |        |
| - Marquis de Pange                     | Création: Janvier 1766 Monarque : Stanislas Ier       | | Thomas                 |        |
| - Marquis des Riceys                   | Création : 1717 Monarque : Louis XV                   | | Pomereu                |        |
| - Marquis de Pissy                     | Création: 11 septembre 1820 Monarque : Louis XVIII    | | Chassepot (de)         |        |
| - Marquis de Puylaroque                | Création: Septembre 1685 Monarque : Louis XIV         | | Vignes (de)            |        |
| - Marquis de Radiguès                  | Création: Mai 1741 Monarque : Louis XV                | | Radiguès (de)          |        |
| - Marquis de Raincourt                 | Création: Septembre 1719 Monarque : Louis XV          | | Raincourt (de)         |        |
| - Marquis de Rougé                     | Création: Août 1817 Monarque : Louis XVIII            | | Rougé (de)             |        |
| - Marquis de Roussy de Sales           | Création: Août 1821 Monarque : Charles-Félix          | | Roussy (de)            |        |
| - Marquis de Saint-Genix de Beauregard | Création: 20 janvier 1700 Monarque : Louis XIV        | | Costa                  |        |
| - Marquis de Saint-Maurice             | Création: Août 1753 Monarque : Louis XV               | [ 6 ] | Barbeyrac (de)         |        |
| - Marquis de la Salle                  | Création: Juillet 1673 Monarque : Louis XIV           | Cette famille famille noble connue à Beuvron en Normandie depuis le XVe siècle, elle fut maintenue dans la noblesse en 1634; Louis de Caillebot, marquis de la Salle, devient maitre de la garde-robe du roi. Plusieurs membres de la famille ont eu une brillante carrière militaire, avec le grade de maréchal. | Caillebot (de)         |        |
| - Marquis de Sédouy                    | Création: 2 juin 1784 Monarque : Louis XVI            | | Le Chartier            |        |
| - Marquis de Terraube                  | Création : Mars 1683 Monarque : Louis XIV             | Originaire en Gascogne, le premier membre connu de cette famille est Garcie Arnaud, baron de Galard, né aux environs de 995, qui signa une charte le 12 janvier 1062 avec Hugues et Hunald de Gabarret. La famille a deux branches principales : la branche aînée «de Terraube» et la cadette «de Brassac». | Galard (de)            |        |
| - Marquis de Thoury                    | Création: 1750 Monarque : Louis XV                    | | Clermont-Tonnerre (de) |        |
| - Marquis de Trans                     | Création: février 1505 Monarque : Louis XII           | | Villeneuve (de)        |        |
| - Marquis de Vibraye                   | Création : Avril 1625 Monarque : Louis XIII           | | Hurault                |        |
| - Marquis de Villersexel               | Création: Décembre 1718 Monarque : Louis XV           | | Grammont (de)          |        |
| - Marquis de Vogüé,                    | Création: Décembre 1716 Monarque : Louis XIV          | | Vogüé (de)             |        |

### Titres éteints
- Marquis d'Albon (2015)
- Marquis d'Alesme de Meycourby (1896)
- Marquis d'Alphonse (1870)
- Marquis d'Aloigny (1868)
- Marquis d'Angélis (1910)
- Marquis d'Anglars de Bassignac (1894)
- Marquis d'Ansan d'Egremont (1901)
- Marquis d'Aoust (1909)
- Marquis d'Arnoux de Corgea (1904)
- Marquis d'Argence (1962)
- Marquis d'Argens (2001)
- Marquis d'Asselin de Crèvecoeur (1877)
- Marquis d'Aubéry (1893)
- Marquis d'Auriol (1891)
- Marquis d'Avéjean (1736)
- Marquis d'Avessens de Montcal (1892)
- Marquis de Bacquehem (1917)
- Marquis de Barbezières (1872)
- Marquis de Barthelats (1870)
- Marquis de Bauyn de Perreuse (1878)
- Marquis de Belloy (1871)
- Marquis de Bois-Robin (1914)
- Marquis de Born (1724)
- Marquis de Boury (1975)
- Marquis de Canisy (1994)
- Marquis de Causans (1946)
- Marquis de Châteaurenard (1915)
- Marquis de Coriolis d'Espinouse (1977)
- Marquis de Ferreux (1887)
- Marquis de Feuquières (1770)
- Marquis de Gaucourt (1879)
- Marquis de La Chateigneraye (1892)
- Marquis de La Douze (1943)
- Marquis de La Gallissonière (1872)
- Marquis (Carlet) de La Rozière (2014)
- Marquis des Marches (1790)
- Marquis de Mirabeau (1884)
- Marquis de Montmort (1905)
- Marquis de Montpezat (1945)
- Marquis d'Ozenay (1861)
- Marquis du Roure (1759)
- Marquis de Saint-Hubert (1933)
- Marquis de Vernon (1825)
- Marquis de Villegongis (1915)